# Beatriz Sanchís
Beatriz Sanchís (València, 1976) és una directora de cinema i guionista valenciana.

## Trajectòria
Sanchís es va graduar en Comunicació Audiovisual per la Universitat de València i la Sorbonne Nouvelle (Paris III).
Va iniciar la seva carrera cinematogràfica realitzant curtmetratges i peces de videoart mentre estudiava. El 2014 debuta en el llargmetratge amb Todos están muertos, pel·lícula que conta la història de Lupe (Elena Anaya), una mare deprimida que es passa tot el dia en bata i sabatilles. Presa d'una brutal agorafòbia, ningú diria que en els 80 va ser una estrella del rock. Amb aquest títol va aconseguir més de quaranta premis, una nominació al Premio Goya i presència en festivals de cinema internacionals com el Festival Internacional de Cinema de Berlín (la Berlinale), a Alemanya, i el Festival Internacional de Cinema de Mont-real (Mont-real World Film Festival) al Canadà. A l'edició de 2014 del Festival de Màlaga, Todos están muertos va sumar cinc bisnagues de plata: Millor Actriu (Elena Anaya), Premi Especial del Jurat, Premi Especial del Jurat Jove Universitat de Màlaga i Millor Banda Sonora Original.
En 2017 i 2018, Sanchís compagina la seva carrera cinematogràfica amb la direcció d'espots per a campanyes de publicitat a través de la productora UserT38.

## Filmografia

### Directora
- Todos están muertos (2014)
- Mi otra mitad (2010)
- La clase (2008)

### Guionista
- Todos están muertos (2014)
- Mi otra mitad (2010)

## Premis
Premis que ha obtingut per Todos están muertos:
- 2014: Festival de cinema de Màlaga (Andalusia, Espanya). Cinc biznagas de plata: Millor Actriu (Elena Anaya), Premi Especial del Jurat, Premi Especial del Jurat Jove Universitat de Màlaga i Millor Banda Sonora Original.
- 2014: Festival internacional de Cinema Guanajuato (Mèxic). Millor Òpera Prima.
- 2014 Premis de la Unión de Actores (Espanya). Premi Millor Actriu Principal.

## Nominacions
Les nominacions assolides per Todos están muertos:
- 2015: Premis Goya. Millor Actriu Principal (Elena Anaya) i Millor Direcció Novella.
- 2014: Festival Internacional de Cinema de Mont-real. Millor Òpera Prima.

Compta amb una nominació per La Classe:
- 2009: Premis Goya. Millor curtmetratge documental